# Thụy Tuệ

Vị trí tại Hoa Liên

Thụy Tuệ, (tiếng Trung: 瑞穗鄉; bính âm: Ruìsuì Xiāng) là một hương (xã) của huyện Hoa Liên, tỉnh Đài Loan, Trung Hoa Dân Quốc (Đài Loan). Hương có đường chí tuyến bắc đi qua và chủ yếu phát triển về nông nghiệp, mặc dù vậy, các suối nước nóng trên địa bàn đã góp phần phát triển ngành du lịch nghỉ dưỡng tại đây. Thụy Tuệ có diện tích 135,5862 km², dân số vào tháng 8 năm 2011 là 12.674 người thuộc 4.648 hộ gia đình, mật độ cư trú đạt 93,5 người/km².